# Jason Morrison
Jason Dwayne Morrison (ur. 7 czerwca 1984 w Falmouth) – jamajski piłkarz występujący na pozycji pomocnika.  

## Życiorys

### Kariera klubowa
Morrison zawodową karierę rozpoczynał w 2004 roku w klubie Portmore United FC. W 2005 roku zdobył z zespołem mistrzostwo Jamajki i Puchar Jamajki, a także zwyciężył z nim rozgrywkach CFU Club Championship. W styczniu 2007 roku odszedł do belgijskiego Royal White Star Bruxelles z Derde klasse (III liga). Spędził tam 1,5 roku.
W 2008 roku Morrison podpisał kontrakt z węgierskim Ferencvárosi TC z Nemzeti Bajnokság II. W 2009 roku awansował z nim do Nemzeti Bajnokság I. W tych rozgrywkach zadebiutował 7 sierpnia 2009 roku w przegranym 1:3 pojedynku ze Nyíregyháza Spartacus FC. 8 maja 2010 w wygranym 3:2 spotkaniu z Kecskeméti TE strzelił swojego jedynego gola w Nemzeti Bajnokság I. W Ferencvárosie występował przez 2 lata.
Latem 2010 roku został graczem norweskiego Strømsgodset IF. W Tippeligaen pierwszy mecz zaliczył tam 21 sierpnia 2010 roku przeciwko Brannowi Bergen (1:1). W tym samym roku zdobył z klubem Puchar Norwegii.
W 2011 roku Morrison podpisał kontrakt z zespołem Aalesunds FK, także grającym w Tippeligaen.
W latach 2014–2015 występował w jamajskim klubie Humble Lions F.C. 

### Kariera reprezentacyjna
W reprezentacji Jamajki Morrison zadebiutował w 2005 roku. W 2009 roku został powołany do kadry na Złoty Puchar CONCACAF. Zagrał na nim w pojedynkach z Kanadą (0:1), Kostaryką (0:1) i Salwadorem (1:0), a Jamajka zakończyła tamten turniej na fazie grupowej.